# Geoff Stewart
Geoffrey Peter "Geoff" Stewart (født 15. december 1973 i Sydney) er en australsk tidligere roer og dobbelt olympisk medaljevinder, bror til James Stewart og Stephen Stewart.
Hans første store konkurrence som seniorroer var OL 1996 i Atlanta. Her stillede han op i otteren sammen med blandt andet tvillingebroren James, og australierne blev her nummer seks.
Ved VM 1997 var James og han med til at vinde bronze i otteren. Fra 1998 stillede Geoff og James Stewart op i firer uden styrmand, og den australske båd blev firer ved VM dette år, mens den i 1999 vandt VM-sølv.
Ved OL 2000 i Sydney stillede han op i firer uden styrmand sammen med James Stewart, Ben Dodwell og Bo Hanson. Her blev australierne nummer to i det indledende heat og vandt semifinalen, inden de i finalen vandt bronze, mens Storbritannien vandt guld og Italien sølv.
OL 2004 i Athen blev han sidste OL, denne gang som del af australiernes otter, hvor både James og hans anden bror, Stephen Stewart, også var med i båden. Her satte australierne olympisk rekord i deres indledende heat, men i finalen vandt USA foran Holland, mens Stewart og resten af det australske hold vandt bronze.

## OL-medaljer
- 2000:  Bronze i firer uden styrmand
- 2004:  Bronze i otter